# Duyfken

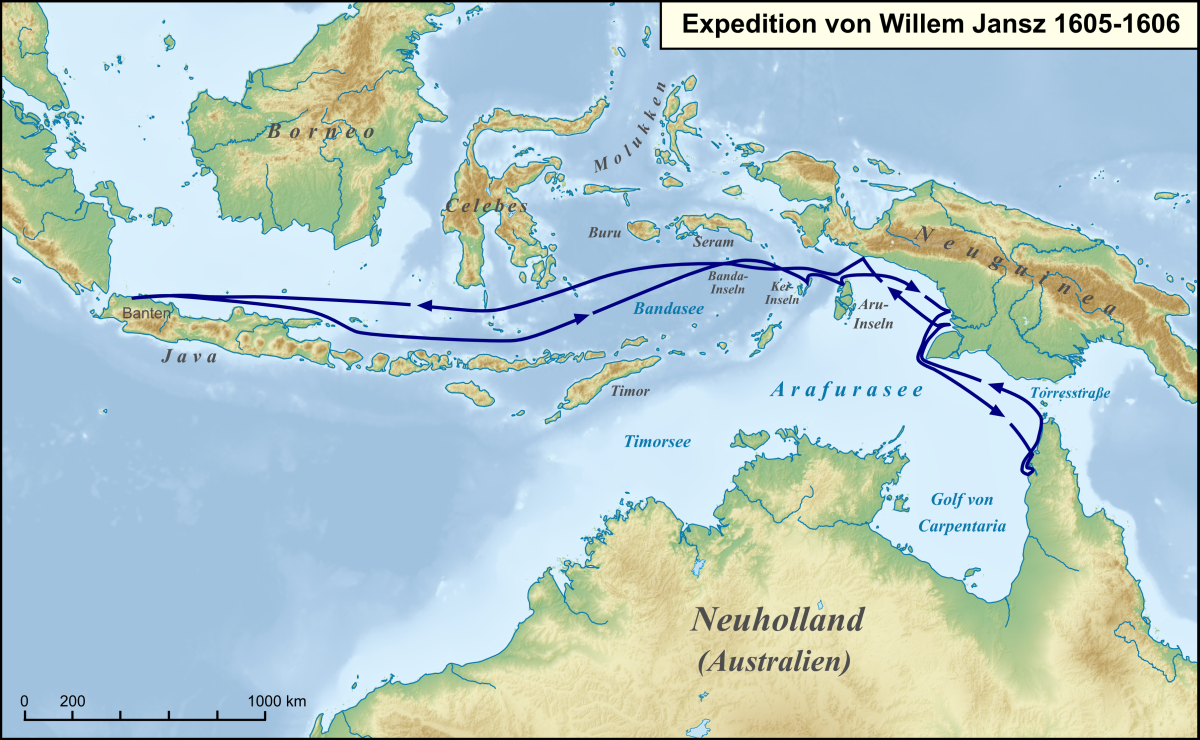
Die Entdeckungsreise von Willem Jansz auf der Duyfken 1605–1606

Die Duyfken („Täubchen“) war ein kleines Schiff, das 1595 in den Niederlanden gebaut wurde.
Es handelte sich um ein schnelles, leicht bewaffnetes Schiff, das wahrscheinlich ursprünglich zum Transport von kleinen, wertvollen Gütern oder als Piratenschiff dienen sollte. Im Jahre 1606 erreichte es während einer von Bantam (Java) ausgehenden Entdeckungsreise unter der Führung von Willem Jansz das australische Festland. Jansz galt daraufhin als erster europäischer Entdecker Australiens.

## Nachbildung der Duyfken
Das Schiff wurde von der Duyfken 1606 Replica Foundation in Zusammenarbeit mit dem Maritime Museum of Western Australia in Originalgröße nachgebaut und lief am 24. Januar 1999 in Fremantle vom Stapel. Sie wurde für Goodwillreisen nach Sydney, Queensland, Indonesien, Sri Lanka, Mauritius, Südafrika und schließlich Texel benutzt.
Die Nachbildung ist für öffentliche Besichtigungen in Perth auf dem Swan River ausgestellt.